# Léon d'Anglemont de Tassigny

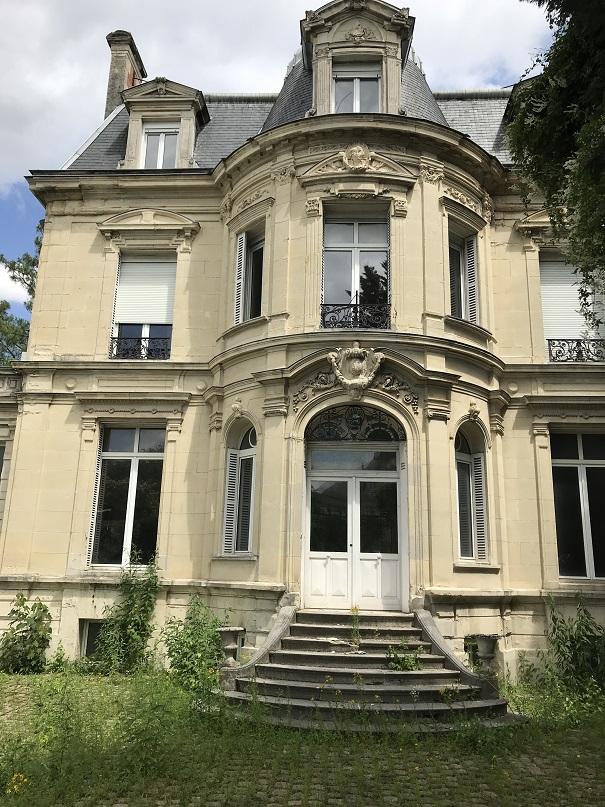
Façade de la Villa Tassigny.

Léon d'Anglemont de Tassigny, né le 5 mai 1862 à Reims et mort le 1er janvier 1944 à Reims, est un administrateur de société, maire de La Neuvillette.

## Biographie
Léon d'Anglemont de Tassigny est le fils de Henry Alfred d'Anglemont de Tassigny (1832-1899), négociant, brasseur, capitaine-commandant et fondateur de la Cie des sapeurs pompiers de Reims et de Pauline Delbeck (1840-1934), médaillée de la Ville de Reims au titre de Grande Aïeule de France.
Léon d'Anglemont de Tassigny était négociant en vin à Reims. Il fut également directeur de la Société Anonyme des Verreries de la Neuvillette créée le 5 mai 1897 qui a repris les biens et installations de la verrerie de La Neuvillette, elle-même mise en service en 1890 mais liquidée le 17 avril 1897.
En 1910, Léon d’Anglemont de Tassigny fait l’acquisition d’une demeure construite sur le « tout neuf boulevard Gerbert » par l’industriel Jean-Marie Philippot-Mélin, qu’il transforme et ajoute deux extensions. Elle est aujourd’hui appelée Villa Tassigny. En été, il se retire au Château de Maison Rouge, Les Alleux dans le département des Ardennes.
Il sera otage des Allemands en 1914.
La verrerie de La Neuvillette, comme celle de Loivre, sera entièrement détruite pendant la guerre 1914-1918, et ne sera pas reconstruite. En 1925, il racheta les champagnes Jacquesson & Fils. Il fut maire de La Neuvillette de 1904 à 1917 et de 1919 à 1928. Il meurt le 1er janvier 1944 et est inhumé au cimetière du Nord.

### Famille
Il épouse Alexandrine Hélène Jeanne Renard (1864-1938), sœur du romancier Maurice Renard, le 18 août 1884 avec qui il aura trois enfants.

## Distinctions et hommages
- Chevalier de la Légion d'honneur (8 février 1929)[4].
- Chevalier de l'ordre du Mérite agricole.
- Une rue Léon d'Anglemont de Tassigny porte son nom à Reims.